# Stade Mathias Mamer
Stade Mathias Mamer – stadion piłkarski w stolicy Luksemburga, mieście Luksemburg. Obiekt może pomieścić 1100 widzów. Swoje spotkania rozgrywają na nim piłkarze klubu Blue Boys Muhlenbach.